# Seketo'a
Seketo'a es, según la mitología tongana, un dios pez procedente del entorno de las islas de Niuatoputapu y Tafahi, padre de 'Ilaheva.  Seketo'a también es conocido fuera de Niuatoputapu y Tafahi, pero de una manera más austera.

## Biografía
Seketo'a era un mortal de nacimiento, nieto de Puakatefisi, primer gobernante tradicional de la isla de Niuatoputapu. Su padre, Falefehi, tuvo dos hijos: Moimoi y Seketo'a. Según la tradición polinesia, el primogénigo, en este caso Moimoi, podía dar órdenes a los hermanos menores. Sin embargo, Moimoi creía que su padre prefería a Seketo'a, lo que le condujo a planear su asesinato. 
Moimoi ordenó a Seketo'a que fuera a su casa. Obedeció y esperó fuera, sentado como exigía la tradición, con la cabeza baja y las manos juntas esperando órdenes. Moimoi le dijo que entrara, pero Seketo'a sospechó y pidió que se le dieran las órdenes afuera. Molesto, Moimoi salió con un pōvai (garrote) y lo lanzó hacia Seketoʻa, quien se levantó rápidamente y esquivó el golpe. Luego, Seketo'a tomó el garrote y, gritando bakola! (¡muere! en fiyiano), corrió hacia su hermano. Moimoi se rindió sin defenderse.
Seketo'a lanzó el garrote y proclamó que se ahogaría en el mar para convertirse en pez. A partir de entonces, protegería las aguas de las islas y garantizaría que ningún pez mataría a nadie. Los descendientes de Mā'atu, el linaje de jefes de Niuatoputapu, siempre tendrían el derecho de llamarlo y Seketo'a aparecería en forma de pez. 
Hoy en día, el jefe de Niuatoputapu puede enviar a dos de sus matāpule (asistentes) a lanzar raíces de kava al mar. Esto atrae a dos peces rémora, los asistentes de Seketo'a. Luego aparece un tiburón pequeño, uno mediano y, finalmente, un tiburón grande, que se corresponde con Seketo'a, para así el jefe hablar con él. 

### Creación de Tafahi
Seketo'a jugó un papel importante en la creación de la isla de Tafahi. Una noche, unos 'aitu (deidades traviesas fantasmales) de Samoa intentaron robar la montaña de Niuafo'ou y llevársela a Samoa. Consiguieron su cometido, dejando un gran lago en Niuafo'ou y la arrastraron por el mar. Tenían que terminar antes del amanecer.
Seketo'a los vio y no le gustó. Ordenó a sus asistentes que imitaran el canto de los gallos, esperando que los 'aitu pensaran que el amanecer estaba cerca y abandonaran su plan. Esto no funcionó, y los 'aitu siguieron arrastrando la montaña. Entonces Seketo'a decidió actuar personalmente: nadó frente a los fantasmas y les mostró su ano rojo. Los 'aitu, asustados, pensaron que el sol estaba saliendo y abandonaron la montaña, que cayó en su lugar actual, creando la isla de Tafahi. 

### Enfrentamientos con Fehuluni
Seketo'a también protegió las islas Niuas de la diosa Fehuluni, que quería expandir su dominio desde Ha'apai hacia el norte. Se encontraron en la playa de Matatolu, en Niuatoputapu y Seketo'a propuso una competición de lucha. Rápidamente derrotó a Fehuluni, aplastando su cinturón de flores heilala. Hasta el día de hoy, la arena de Matatolu tiene un perfume que recuerda a esas flores.
Según la gente de Tafahi, Fehuluni llegó en forma de una mujer hermosa pero Seketo'a propuso tres competiciones: copulación, comer y bucear. Seketo'a ganó la primera, sustituyendo un tubérculo que hizo que Fehuluni se rindiera por la picazón. En la segunda, se transformó en un pez globo y, al ser tragado por Fehuluni, se infló dentro de ella hasta que su estómago estuvo a punto de explotar. En la tercera, ambos compitieron buceando, y Seketo'a, tras cambiarse en un arrecife, logró que Fehuluni se rindiera, limitando su influencia a la zona entre Vava'u y Tongatapu.